# Terror in Braunschweig

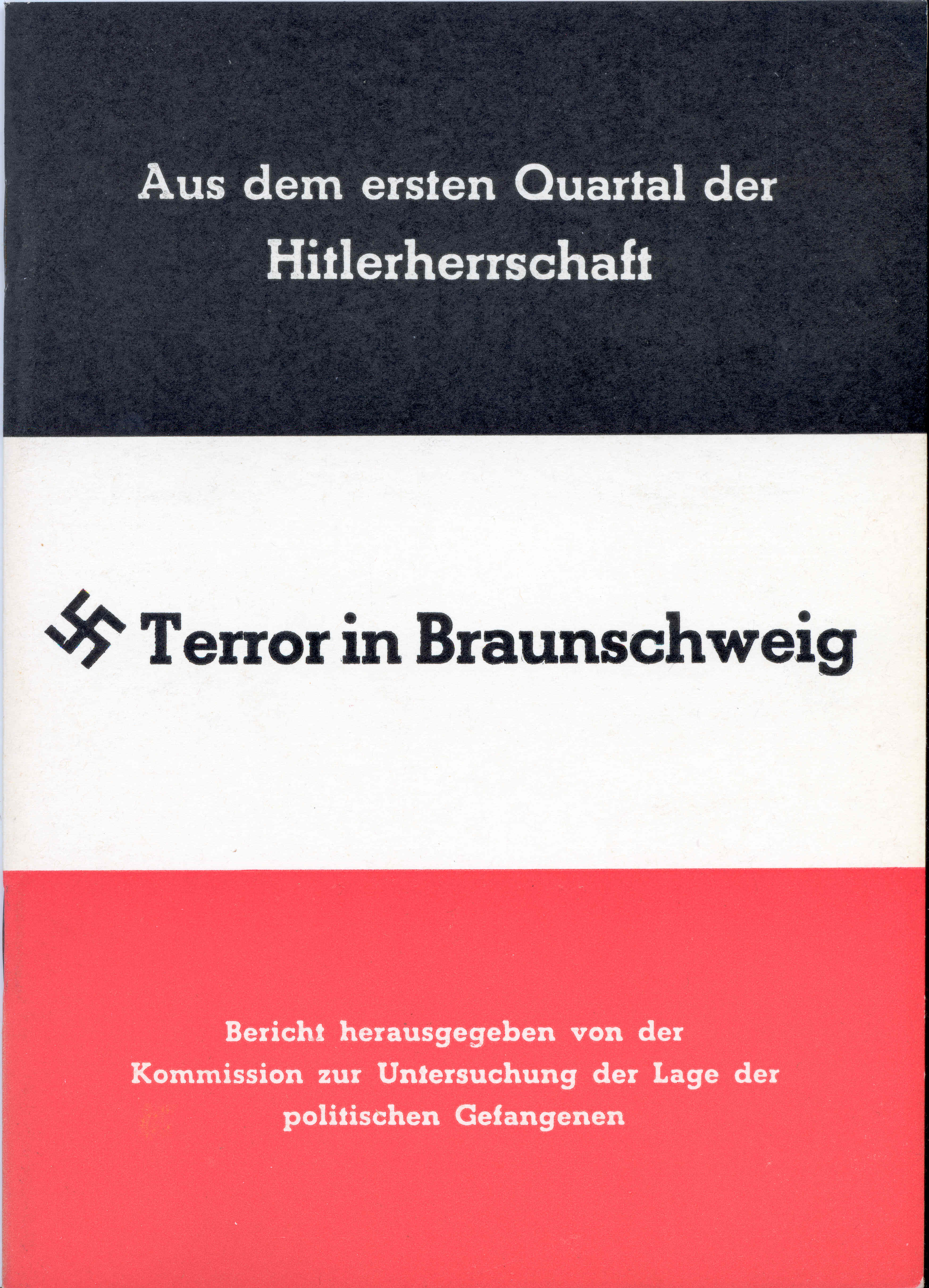
„Terror in Braunschweig“ von Hans Reinowski aus dem Jahre 1933

Terror in Braunschweig oder auch Hakenkreuz-Terror in Braunschweig ist eine 30-seitige Broschüre, die Ende 1933 im Verlag Sozialistische Arbeiterinternationale in Zürich gleichzeitig auf Deutsch, Englisch und Französisch erschien. Herausgeber war die Kommission zur Untersuchung der Lage der politischen Gefangenen, Autor war der deutsche SPD-Politiker Hans Reinowski.

## Inhalt
Der vollständige Titel der DIN A5-großen Dokumentation lautet: „Aus dem ersten Quartal der Hitlerherrschaft. Terror in Braunschweig. Bericht herausgegeben von der Kommission zur Untersuchung der Lage der politischen Gefangenen“. Bereits kurz nach der sogenannten „Machtergreifung“ der Nationalsozialisten schilderte Reinowski in seinem Bericht anhand eigener Erlebnisse bzw. Aussagen von Augenzeugen die Repressalien der neuen Machthaber gegenüber politisch Andersdenkenden.
Reinowski, der bis 1933 in der Braunschweiger SPD als Bezirkssekretär tätig gewesen war, begann seine Schilderung der politischen Verhältnisse in Freistaat und Stadt Braunschweig im Jahre 1930 und beschrieb sodann die zunehmende repressive Vorgehensweise des NSDAP-Innenministers und ab 6. Mai 1933 Ministerpräsidenten des Landes Dietrich Klagges und des NSDAP-Finanz- und Justizministers Friedrich Alpers sowie von SA und SS gegenüber Gegnern wie dem amtierenden SPD-Oberbürgermeister Ernst Böhme und dem ehemaligen Braunschweigischen SPD-Ministerpräsidenten  Heinrich Jasper. Des Weiteren berichtete er  von der Erstürmung und Besetzung des „Volksfreund-Hauses“ durch SS am 9. März 1933, den sogenannten „Stahlhelm-Putsch“ am 27. März 1933 und die Ermordung des SPD-Politikers Matthias Theisen am 10. April 1933 durch die SS.
Reinowskis Bericht enthält auch erste Informationen bzw. Hinweise auf die erst kurz vor der Drucklegung der Broschüre begangenen Rieseberg-Morde an elf KPD-Mitgliedern durch die SS am 4. Juli 1933 und machte das Verbrechen international bekannt. Die Broschüre ist somit eine der frühesten Dokumentationen nationalsozialistischen Terrors nach der Machtübernahme der NSDAP.
Über Reaktionen auf Reinowskis Dokumentation ist nichts bekannt.

## Druckausgaben
- Hans Reinowski: Terror in Braunschweig. Aus dem ersten Quartal der Hitlerherrschaft. Bericht herausgegeben von der Kommission zur Untersuchung der Lage der politischen Gefangenen. Verlag Sozialistische Arbeiter-Internationale, Zürich 1933, DNB 365927856 (fes.de [PDF]).
- La terreur au Brunswick: le premier trimestre de la domination Hitlérienne. Publication de la Commission d'Enquete sur la Situation des Prisonniers Politiques DNB
- Terror in Brunswick: The first Three Months of Hitler's Tyranny. Issued by the Commission of Enquiry into the Conditions of Political Prisoners DNB